# U kancelariji (britanska TV serija)
U kancelariji (енгл. The Office) je britanski sitkom čiji su tvorci, scenaristi i režiseri Riki Džervejs i Stiven Merčant. 
Radnja prati svakodnevicu zaposlenih u jednom od ogranaka izmišljene kompanije Vernham Hog za prodaju papira. Glavni lik u seriji je generalni menadžer ogranka Dejvid Brent, koga tumači Džervejs. Iako je serija iscenirana, prikazana je u formi fikcionalnog dokumentarca, a likovi često govore direktno u kameru i svesni su njenog prisustva na svakom koraku.
Uprkos slaboj gledanosti na početku emitovanja, što je gotovo dovela do otkazivanja serije, U kancelariji je vremenom postala jedna od najuspešnijih britanskih komedija i distribuirana je u 80 zemalja širom sveta. Isti koncept upotrebljen je za snimanje nekoliko stranih verzija, od kojih je najpoznatija američka sa Stivom Karelom u glavnoj ulozi.

## Radnja
Snimljena u stilu dokumentarca, serija „U kancelariji” prati radni dan upravnika Dejvida Brenta (Riki Džervejs) i njegovih zaposlenih. Brent je upravnik iz pakla; netaktičan, netalentovan, egoističan, pun predrasuda, prevarant i kukavica – a ipak iz nekog razloga misli da ga svi vole. Njegovi dugogodišnji zaposleni su podmukli Garet, Tim, koji nema sreće u ljubavi, i predmet Timovog interesovanja, sekretarica Doun.

## Uloge
| Glumac        | Uloga            |
| ------------- | ---------------- |
| Riki Džervejs | Dejvid Brent     |
| Martin Friman | Tim Kanterberi   |
| Makenzi Kruk  | Geret Kinan      |
| Lusi Dejvis   | Doun Tinzli      |
| Juan Makintoš | Kit Bišop        |
| Ralf Ineson   | Kit Finč „Finči” |
| Džel Beket    | Li               |
| Patrik Baladi | Nil Godvin       |

## Epizode
| Sezona | Sezona   | Epizode  | Epizode  | Originalno emitovanje | Originalno emitovanje | Originalno emitovanje |
| Sezona | Sezona   | Epizode  | Epizode  | Premijera             | Finale                | Mreža                 |
| ------ | -------- | -------- | -------- | --------------------- | --------------------- | --------------------- |
|        | 1.       | 6        | 6        | 9. jul 2001           | 20. avgust 2001       | BBC 2                 |
|        | 2.       | 6        | 6        | 30. septembar 2002    | 4. novembar 2002      | BBC 2                 |
|        | Božić    | 2        | 2        | 26. decembar 2003     | 27. decembar 2003     | BBC 1                 |
|        | Specijal | Specijal | Specijal | 15. mart 2013         | 15. mart 2013         | BBC 1                 |

## Spoljašnje veze
- U kancelariji на веб-сајту  (језик: енглески)